# Schwarz-Weiß-Gebäck
Schwarz-Weiß-Gebäck ist eine Plätzchenart aus Mürbeteig mit verschiedenen Mustern, die dadurch entstehen, dass ein Teil des Teiges Kakao enthält.

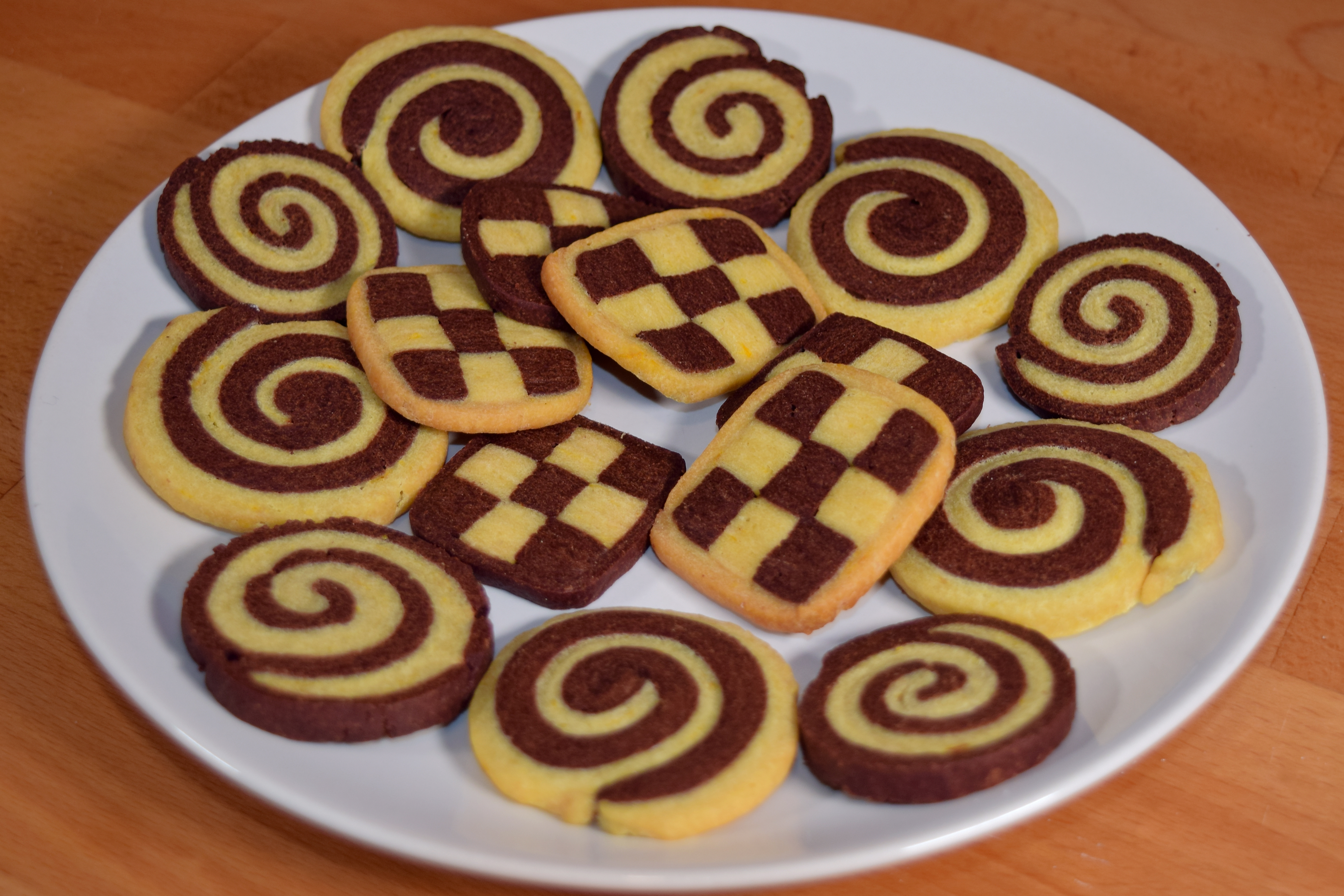
Schwarz-Weiß-Gebäck

Beim Schwarz-Weiß-Gebäck gibt es verschiedene Muster. Dazu zählen Spiralmuster, Streifenmuster, Schachbrettmuster, Kreismuster und zufällige Muster (meist bei Verwendung des restlichen Teiges). Schwarz-Weißgebäck gehört traditionell zu den Familienrezepten, nach denen Weihnachtsplätzchen in den Familien für den traditionellen Weihnachtsteller gebacken werden, wird aber auch kommerziell hergestellt.
Muster
Die Teige (mit bzw. ohne Kakao) werden zunächst zu dünnen Platten ausgerollt.
- Spiralförmige Muster: Eine schwarze und eine weiße Platte werden übereinander gelegt und zusammengerollt.
- Schachbrettmuster: Schwarze und weiße quadratische Streifen werden auf einer schwarzen oder weißen Platte übereinander gelegt und dann eingerollt, wobei der quadratische Querschnitt erhalten bleibt.
- Streifenmuster: Schwarze und weiße rechteckförmige Streifen werden auf einer schwarzen oder weißen Platte übereinander gelegt und dann eingerollt.
- Zufallsmuster (marmoriert): Der schwarze und weiße Teig werden zusammen leicht verknetet und anschließend eine Rolle geformt.

Die Rollen werden in dünne Scheiben geschnitten, die gebacken werden.